# Cineangiocoronariografía
La cineangiocoronariografía es un procedimiento diagnóstico utilizado en cardiología para determinar la existencia, nivel o gravedad de varias enfermedades, entre otras:
- Insuficiencia cardíaca
- Valvulopatías
- Cardiopatías congénitas
- Otras cardiopatías

Se trata de un procedimiento de cateterismo, realizado generalmente bajo anestesia local, con acceso a través de la arteria femoral o de la arteria humeral. El catéter se hace avanzar hasta el ostium de las arterias coronarias o a través de la válvula aórtica hasta el interior del corazón. A través de este catéter se inyectan sustancias de contraste radioopacas, que permiten visualizar la luz de los vasos, la silueta cardíaca en movimiento y finalmente las características del flujo sanguíneo a través de las válvulas cardíacas o de comunicaciones anormales entre las cámaras cardíacas.
Se realiza un monitoreo radiológico permanente y el registro cinematográfico del procedimiento. Esto permite que el estudio pueda ser reproducido luego tantas veces como sea necesario, realizar mediciones y cálculos, enviarlo a centros especializados para su estudio, reproducirlo en cámara lenta, etc. 
Si bien no es un estudio exento de riesgos (alergia al medio de contraste, trastornos del ritmo por el contacto del catéter con las paredes cardíacas, hemorragia del sitio de punción, desgarro de la pared arterial, entre otros), sigue siendo una de las técnicas de diagnóstico más utilizadas por la calidad y fidelidad de la información que ofrece.